# Habana (película)
Habana es una película estadounidense del año 1990, dirigida por Sydney Pollack y producida por la Universal Pictures.

## Argumento
Se desarrolla en Cuba, en diciembre de 1958, a finales de la dictadura del general Fulgencio Batista.
Jack Weil (Robert Redford), un tahúr profesional, se encuentra en La Habana con la intención de jugar la partida de póker de su vida. Vive completamente al margen de la política, pero enseguida se da cuenta de que la ciudad es un auténtico nido de espías, policía secreta y revolucionarios castristas. Estamos en vísperas del triunfo de la revolución de 1959. Su placentera y despreocupada vida experimenta un cambio radical cuando se deja seducir por la bella y enigmática Roberta (Lena Olin). Tanto ella como su marido el Dr. Arturo Durán (Raúl Juliá) son revolucionarios castristas y representan lo que Weil ha intentado esquivar durante toda su vida. Tras la detención de Arturo, Jack se acerca cada vez más a Roberta y cuando ella es arrestada también, Jack cree que ha llegado el momento de actuar.

## Reparto
- Robert Redford
- Alan Arkin
- Lena Olin
- Raul Julia

- Datos: Q389925